# Middletown (Orange County, New York)
Middletown ist eine Stadt (City) im Orange County, New York mit 30.345 Einwohnern (Stand: Volkszählung 2020). 
Zu den Sehenswürdigkeiten des Ortes an der New York State Route 17M gehören der Hillside Friedhof, das Tuthill Cut Glass Co. Museum und die Christ Church.
Aus Middletown stammen die beiden Metal-Bands Morpheus Descends und My Bitter End. Das Medienunternehmen Dow Jones Local Media Group hat hier seinen Sitz.

## Persönlichkeiten
- Samuel Beakes (1861–1927), Politiker
- John Bright (1884–1948), Jurist
- Crister S. Garrett (1962–2019), Amerikanist und Hochschullehrer
- Anthony L. Knapp (1828–1881), Politiker
- Paul Bernard Malone (1872–1960), Generalmajor der United States Army
- Ambrose S. Murray (1807–1885), Politiker
- William Murray (1803–1875), Politiker
- Moses D. Stivers (1828–1895), Politiker
- Arthur A. Patchett (1929–2022), Chemiker
- Bill Schindler (1909–1952), Rennfahrer
- Rudy Haluza (1931–2021), Geher
- Hunter S. Thompson (1937–2005), Journalist
- Launt Thompson (1833–1894), Bildhauer
- Spencer Tunick (* 1967), Fotograf
- Aaron Tveit (* 1983), Schauspieler